# المرفأ البعيد
المرفأ البعيد هي رواية من تأليف الكاتب السوري حنا مينه صدرت عن دار الآداب للنشر والتوزيع عام 1983، وهي الرواية الأخيرة في ثلاثية تكونت من روايات حكاية بحار، والدقل، وأخيرا المرفأ البعيد.

## موضوع الرواية
تتناول رواية المرفأ البعيد حياة البحارة في ميناء مدينة اللاذقية السورية خلال حقبة نهاية الدولة العثمانية حيث تدور أحداث الرواية حول البحار سعيد حزوم وزميله سيد الذان كافحا وناضلا ضد قوى الاستعمار، وها هما يعودان أخيرا إلى الديار بعد جلاء آخر جندي فرنسي عن سوريا عام 1946 لتبدأ مرحلة ما بعد الاستعمار والتحولات الاجتماعية التي رافقتها، وفي خضم الصراعات الاجتماعية والطبقية ما بين طبقة الرياس وطبقة عمال القوارب يتكشف لأبطال الرواية أن الأنظمة الدكتاتورية التي حلت محل الاستعمار الفرنسي قد باتت أكثر ظلما من قوى الاستعمار نفسها.

## شخصيات الرواية
- صالح حزوم: بحار شجاع لقي حتفه في البحر وهو يحاول إنقاذ رفاقه ومن كانوا معه على القارب من مصير الغرق.
- سعيد حزوم: ابن صالح حزوم، وهو بحار أيضًا ورث كثيرا من صفات والده.
- السيد: بحار سكندري صديق سعيد.
- عمر: بحار صديق سعيد، وهو الذي يقنعه بالسفر إلى أثينا معه للعمل على متن البواخر العابرة للقارات.
- قاسم: شاب شيوعي مثقف وصديق سعيد يحاول طيلة الوقت توعية عمال الميناء بحقوقهم وبضرورة تأسيس نقابة عمالية لهم.
- عزيزة: حبيبة سعيد.
- كاترين: سيدة مزواجة كانت عشيقة لصالح، ثم أصبحت عشيقة لسعيد ابنه من بعده.
- توفيق: صاحب الخمارة.
- راغب درويش: رجل فاسد سيء السمعة يشتهر كمهرب ولص وقاتل مأجور.
- الريس عبد الحميد
- الريس عبدوش
- الريس زيدان
- القبطان أرتوار: بحار إيطالي معارض للحزب الفاشي.
- جيمس الكيكانيكي: رجل مثقف منطوي على نفسه ولكنه يؤدي عمله على أكمل وجه.

## مقتطفات من الرواية
- «مع المرأة لا قاعدة ولا معيار، وفي سبيلها أي شيء لا يصير. لقد عشت لكي أدرك أن البحار لا يخون زميله لأجل ثروة، بينما يخونه بكل يسر لأجل امرأة.»
- «المرأة تغيّر، تؤثر على البحار كالريح على الشراع.»
- «إن نساء المرافئ عرضة دائما للإغراء، ولإقامة علاقات عابرة.»
- «حزن الخمار كحزن المرأة لا يدوم، كلاهما يبحث عن زبون، عن ضحكة، عن نكتة، كلاهما يبدل صاحبه كما يبدل قميصه، إلى البالوعة بكل أحزان الدنيا لتذهب مع الميه القذرة مع مجاري المدينة، ولتصب في البحر وهو هذا الواسع يتقبل كل شيء ويطهر كل شيء، الحزن والقذارة وافتراءات الناس.»

## الدراسات النقدية
كانت ثلاثية البحر، والتي تتألف من روايات حنا مينه الثلاث: حكاية بحار، والدقل، والمرفأ البعيد موضوعا لدراسة نقدية أعدها الباحث الأكاديمي محمد سلمان بعنوان «القضايا الاجتماعية والسياسية في روايات حنا مينة: دراسة تحليلية لرواياته المختارة» وقدمها كأطروحة لنيل شهادة الدكتوراه في الأدب العربي من قسم اللغة العربية بجامعة دلهي في أواخر عام 2023.

## أنظر أيضًا
- قائمة مؤلفات حنا مينه

## وصلات خارجية
- صفحة رواية المرفأ البعيد على موقع جود ريدز